# 푸제르마마
푸제르마마(Puzer-Mama)는 구데아 이전의 라가시의 왕이었다. 비록 그가 루갈이라는 이름을 사용하였지만 푸제르마마는 그의 기록의 믿음에서 미래 라가시 왕과의 혈족관계를 보였다. 샤르-칼리-샤리의 치세중에 라가시를 조정하면서 구티와의 다툼으로 인해 사르곤의 아카드 제국이 단지 디얄라 강과 티그리스 강의 합류점에 중심을 둔 작은 도시국가로 남겨졌을 때, 그는 닌기르수에 의해 권력을, 엔키에 의해 지성을, 이난나에 의해 지위를 얻어, 다양하고 적절한 신의 선물을 받았다. 그리하여 스스로를 지배자로 적합하게 만들었다.